# Stefan Knabl
Stefan Knabl (* 8. November 1983 in Villach) ist ein ehemaliger österreichischer Nordischer Kombinierer.

## Werdegang
Knabl begann mit sechs Jahren beim SV Villach mit dem Skisport. Mit 15 Jahren wurde er in den ÖSV-Nachwuchskader aufgenommen. Im Jugendbereich konnte er den nationalen Austria-Cup gewinnen und errang einen zweiten Platz bei den österreichischen Meisterschaften.
Zu Beginn der Saison 2001/02 wurde seine Karriere durch eine schwere Wirbelverletzung gestoppt, woraufhin er vorzeitig seine Karriere beenden musste. Nach seiner Genesung fand im Frühjahr 2002 sein Comeback statt. Aufgrund seiner Leistungen in den folgenden Wettkämpfen, wurde er wieder in das ÖSV-Team berufen und für internationale Wettkämpfe nominiert.
Er gab sein internationales Debüt am 7. März 2003 im B-Weltcup der Nordischen Kombination in Kuusamo. Die ersten B-Weltcup-Punkte gewann er am 15. März 2003 in Stryn mit einem 12. Platz. Nur einen Tag später erreichte er im Teamwettbewerb den zweiten Platz. Die Saison 2002/03 beendete er auf dem 89. Platz in der geführten Weltrangliste und wurde erneut in den A-Nationalkader Kader aufgenommen.
Sein Debüt im Sommer-Grand-Prix gab er am 22. August 2003 in seiner Heimatstadt Villach, wo er den 37. Platz belegte. In der darauffolgenden Saison 2003/04 konnte er nicht mehr an seine Leistung anknüpfen und beendete seine aktive Karriere im Sommer 2004.